# دينغ لي رن
دينغ لي رن (بالصينية: 丁立人؛ مواليد 25 أكتوبر 1992) لاعب شطرنج صيني يحمل لقب أستاذ كبير وهو حاليًّا بطل العالم للشطرنج.

## مسيرته في الشطرنج
- فاز ببطولة الصين للشطرنج ثلاث مرات أعوام 2009، 2011، 2012.
- في أغسطس 2015 أصبح ثاني لاعب صيني يدخل قائمة أفضل عشر لاعبين في العالم بعد وانغ يوي.
- في يوليو 2016 كان أعلى لاعبي العالم تصنيفاً في الشطرنج الخاطف.
- في يونيو 2017 بلغ في تصنيف إيلو 2783 نقطة، ليصبح أعلى لاعب صيني يصل لهذا التصنيف على الإطلاق..
- في سبتمبر 2017 كان أول صيني يتأهل لدورة المرشحين، وهي أقصى مرحلة في بطولة العالم.
- في يناير 2018 أصبح المصنف رقم 9 عالمياً وفق الاتحاد الدولي للشطرنج.
- فاز ببطولة العالم تحت 10 سنوات عام 2003، متعادلاً مع إيلتاج سافارلي.
- فاز ببطولة الصين الفردية للشطرنج في بيكين عام 2008.
- تأهل لدورة المرشحين في عام 2019 في العاصمة موسكو والتي الغيت بسيب فايروس كورونا
- فاز ببطولة العالم للشطرنج سنة 2023

## وصلات خارجية
- دينغ لي رن على موقع الاتحاد الدولي للشطرنج (الإنجليزية)
- دينغ لي رن على موقع مباريات الشطرنج (الإنجليزية)
- دينغ لي رن على موقع 365Chess.com (الإنجليزية)
- دينغ لي رن على موقع Chesstempo.com (الإنجليزية)
- دينغ لي رن سجل أولمبياد الشطرنج على موقع OlimpBase.org (الإنجليزية)